# Suore della misericordia terziarie francescane
Le Suore della Misericordia Terziarie Francescane (in ceco Milosrdné sestry III. řádu Sv. Františka) sono un istituto religioso femminile di diritto pontificio.

## Storia
La congregazione sorse per la necessità espressa da Felix Vetter von der Lilie, governatore della Moravia, di avere religiose infermiere che assistessero i soldati malati e feriti in caso di guerra: Franziskus von Sales Bauer, vescovo di Brno, il 15 marzo 1886 fece giungere da Praga una comunità di tre suore francescane guidata da Bernardina Hošková, ritenuta fondatrice dell'istituto.
Le suore si diffusero rapidamente e in pochi anni assunsero l'assistenza ai malati negli ospedali di Brno, Moravská Třebová, Třebíč, Jihlava e Ivančice; allo scoppio della prima guerra mondiale, oltre a lavorare nei due ospedali militari di Brno, furono inviate come infermiere sui fronti russo e italiano.
Nel 1956 il governo socialista cecoslovacco le costrinse a non accettare più novizie e le obbligò a lasciare gli ospedali e a dedicarsi all'assistenza agli anziani.
L'istituto, aggregato all'ordine dei frati minori dal 31 gennaio 1919, ricevette il pontificio decreto di lode il 13 marzo 1969.

## Attività e diffusione
Le suore si dedicano all'assistenza ad anziani e ammalati.
La sede generalizia è a Brno.
Alla fine del 2015 l'istituto contava 58 religiose in 5 case.